# Jüdischer Friedhof (Ueckermünde)

Jüdischer Friedhof Ueckermünde 1880 – Mitte unten – Signatur L

Der Jüdische Friedhof Ueckermünde in Ueckermünde im Landkreis Vorpommern-Greifswald in Mecklenburg-Vorpommern ist ein geschütztes Baudenkmal.

## Beschreibung
Der Friedhof liegt südwestlich von der Altstadt im damaligen Stadtteil Rosenmühl an der Liepgartener Straße (K 12) zur damaligen abzweigenden Wiesenstraße. Er ist ca. 400 bis 500 m² groß. Jüdische Friedhöfe wurden in den amtlichen Karten als Begräbnisplatz bezeichnet und mit einem L statt einem † signiert. Hier fehlt aber die Beschriftung mit Begr.Pl., dafür ist das L sehr deutlich. Meistens wurden die Begräbnisplätze weit außerhalb der Städte angelegt. Hier befand sich der Friedhof in einem Gebiet der Ziegeleien, Kalköfen und Tongruben.

## Geschichte
Ein erster jüdischer Friedhof in Ueckermünde wurde 1821 angelegt. Nach Vergrößerung der Gemeinde wurde 1867 ein neuer Platz an der Wiesenstraße erworben. Er konnte bis 1938 als Friedhof benutzt werden, wurde dann verwüstet und erst 1961 in eine Gedenkstätte umgestaltet. Damals wurden die Steine in einer Reihe niederlegt. 1987 wurde der Friedhof – soweit möglich – wieder hergerichtet. Es sind noch 12 Grabsteine und ein Gedenkstein vorhanden.